# Handboek Militair
Het Handboek Militair (dienstafkorting: HAMIL) behandelt de basiskennis waarover iedere militair van de Koninklijke Landmacht in Nederland dient te beschikken.
Het voorschrift (officieel: Voorschrift 2-1352) bevat informatie die voor alle rangen van belang is.

## Handboek voor de Soldaat
Aanvankelijk heette het boek Handboek voor de Soldaat, omdat het werd verstrekt aan soldaten die de dienstplicht gingen vervullen.
Voorschrift nr 2-1350, vastgesteld bij beschikking van de Minister van Defensie d.d. 27 oktober 1961 Hoofdkwartier van de Generale Staf, nr G 3/61.1065g. Algemeen voor alle wapens en dienstvakken. De toevoeging 'Dienstgeheim' verdween bij de uitgave van 1976.

## Wijziging
Een wijziging van het Handboek Militair wordt doorgevoerd met een opgave van wijzigingen (OvW). Dit is een losbladig pakket met voorschriften die de oude regels vervangen. Iedere Nederlandse militair kan bij constatering van veroudering een verzoek tot OvW indienen.